# Anna Barthold
Anna Christina Luz Barthold, född 31 mars 1980 i Sundsvall, är en svensk professionell basketspelare (forward) som spelar i Luleå Basket. Hon är sedan 2004 landslagsspelare, där hon haft en fast plats i Sveriges landslag, där hon både varit vicelagkapten och lagkapten. 
Före proffskarriären spelade Barthold på elitnivå på Saint Peter’s University (NCAA Division 1), utanför Manhattan, New York, där hon kombinerade basketen med universitetsstudier, 1999-2003. Barthold började sin proffskarriär i Spanien 2003 och spelade sex säsonger i Spanien innan hon fortsatte sin basketkarriär i Brasilien. Sedan 2011 har hon spelat i Luleå Basket. 2013 valdes hon till lagkapten och under hennes tid som lagkapten vann Luleå Basket (Northland Basket) fem SM-guld i rad. Under de fem guldsäsongerna utsågs Barthold till MVP 2014, MVP 2016 samt Årets Forward 2018. 2014 vann Anna Barthold Näringslivetspris Folkets förebild och 2015 utsågs hon till Årets Yrkeskvinna av BPW.
Barthold har representerat det svenska damlandslaget sedan 2004 och har spelat 133 A-landskamper för Sverige. Hon medverkade i EM 2013 i Frankrike, där laget sånär vann en kvartsfinal mot hemmanationen. På EM 2015 fanns Barthold också med i truppen, då laget åkte ut efter gruppspelet. 2017 missade Sverige en plats på EM, men Barthold fanns ändå på plats i Prag, Tjeckien där EM spelades, eftersom hon är del i studie- och nätverksprojektet FIBA TimeOut Project, på initiativ av det internationella basketboll förbundet FIBA.
Under hela EM-kvalet 2017-2018 deltog Barthold. Barthold deltog i måstematchen mot Kroatien som spelades på Hovet (arena) i Stockholm.